# Anstalten Kalmar
Anstalten Kalmar, tidigare Länsfängelset i Kalmar och Straffängelset i Kalmar byggdes som cellfängelse och öppnades 1852. Anstalten är ett av Sveriges äldsta fängelser som fortfarande är i bruk. Den är idag en av Kriminalvårdens anstalter och lyder under Kriminalvården Region Öst. Anstalten ingår i verksamhetsområde Kalmar och är belägen centralt i Kalmar.

## Historia
Av försvarsskäl flyttades fängelsets läge invid Kalmar slott till ravelinen vid Kvarnholmen. En fästningsplan för Kalmar ritades av Johan Wärnschiöldh, som var chef för fortifikation och generalkvartermästare och ansvarig för rikets fästningsbyggen. Dessutom var han ingenjör, lantmätare och stadsplanerare. Planen godkändes av drottning Kristina 1651. Den permanenta anläggningen, fästningen, skulle vara av större format och den skulle stärka försvaret av platsen vid Kalmar och som hade stort värde och strategisk betydelse. Fästningsbyggnaden skulle bestå av permanenta befästningar, en fortifikation, med en grav, en vallanläggning eller liknande. Dessa uppfördes i syfte att underlätta försvaret av ett terrängavsnitt. Den nya staden vid Kvarnholmen försågs med ett bastionssystem med vallgravar och värn, som i olika nivåer och steg skulle skydda mot anfall. Det var under 1680-talet som själva ravelinen byggdes och den ritades av generalkvartermästaren Erik Dahlbergh. År 1676 fick Erik Dahlbergh ledningen av de svenska fästningsbyggnaderna och 1677 blev han krigsråd. 
Ravelinen var en strandbank, ett utanverk i vallgraven mellan bastionerna, som ligger framför kurtinen, den raka fästningsvallen, som ligger lägre än i en bastionsfästning. Ravelinen i Kalmar fick namn efter prins Karl, den blivande kung Karl XII. Ravelinen var kilformad och den omgavs av en vallgrav, som var fylld med vatten, för att ge ytterligare skydd. Den gamla vindbryggan över Systraströmmen till Västerport var stadens enda infart från landsidan. Systraströmmen var farleden, som gick ut i Kalmarsund och förbi Kalmar slott. År 1850 flyttades infarten till Tullbron och bron revs under 1870-talet. Gångbron, eller bryggan, med en magnifik port på Kvarnholmssidan, som nu finns mellan fastlandet och Kvarnholmen byggdes 1997. När ravelinen blev fristående och på ett avgränsat läge, så fanns det en utmärkt tomt för ett nytt fängelse. Fängelset invigdes 1852 och är ritad av arkitekten Carl Fredrik Hjelm. Han var fortifikationsofficer och arkitekt, samt intendent vid styrelsen över landets fängelser och arbetsinrättningar.
Innan cellfängelset tillkom, förvarades fångarna i gemensamhetsutrymmen på Kalmar slott. Fängelset tillhör den serie av cellfängelser som byggdes till följd av fängelsereformen, som beslutats vid 1844 års riksdag. Det är till utseendet likt andra enrumsfängelser från tiden och var bland de största, med sammanlagt 102 ljusa och 5 mörka celler. Byggnaden uppfördes efter ritningar av Carl Fredrik Hjelm till en kostnad av 117 427 kronor.
Under de första tio åren var beläggningen omkring 70 fångar, men 1869 hade antalet stigit till 150 och överbeläggningen resulterade i att fångar för en tid åter fick inkvarteras i det gamla slottsfängelset. 
På 1890-talet var anstalten under några år även kvinnofängelse. Vid en reform 1911 ändrades beteckningen på de större länsfängelserna, däribland Kalmars, till straffängelse. En tid i slutet av 1920-talet avsåg man att fängelset skulle inrättas speciellt för gamla fångar, men experimentet avbröts.

## Anstalten idag
Idag är anstalten Kalmar en sluten anstalt av säkerhetsklass 2 med över 70 platser. I december 2020 drabbades 48 av de då 57 intagna av Covid-19.
Kriminalvården och Kalmar kommun har inlett ett samarbete för att bygga en större anstalt i kommunen, som inte kommer att uppföras i anslutning till den nuvarande. Målet är att den nya anstalten ska stå klar 2027.

### De intagnas sysslor
- Arbete

Montering, förpackning och service (städ, kök, underhåll och tvätt).  
- Utbildning

Studier på grundskole- och gymnasienivå samt SFI.
- Behandling och program

Brotts-Brytet, BSF och ETS.